# Chiesa di Santa Maria (Bagni di Lucca)
La chiesa di Santa Maria è un edificio sacro situato a Benabbio, nel comune di Bagni di Lucca, nella provincia di Lucca, in Toscana.

## Storia
La chiesa parrocchiale di Santa Maria Assunta è citata nelle decime del 1260 come dipendente dalla Pieve di Controni.
Nel 1338 la chiesa ebbe una fase di completo rinnovamento, come testimonia l'iscrizione nella fiancata che guarda la piazza e nel 1385 ottenne la concessione del fonte battesimale.
Nei primi decenni del XVI secolo l’edificio fu ampliato con l’allungamento e l’innalzamento della navata centrale e l’aggiunta delle due navate laterali. Nel XIX secolo fu infine demolita l'abside e sostituita con una più ampia. Il campanile fu costruito nel XIV secolo e fu poi restaurato nel 1684 e nel 1894.

## Descrizione
Sulla facciata, ai lati del portale con timpano triangolare, sono collocate le statue di marmo di San Giovanni e di Santa Caterina. Il campanile ospita un concerto di due campane, fuse nel 1895 dalla fonderia Raffaello Magni di San Concordio (LU). Sono presenti inoltre due campanelle fuori concerto, di cui la grande fusa nel 1793 e la piccola da Lorenzo Lera di Borgo Giannotti.
All'interno, nell'abside, è rappresentata la Madonna col Bambino e i Santi Bartolomeo, Michele, Giovanni Evangelista e Pietro, trittico commissionato nel 1469 al fiorentino Baldassarre di Biagio. Datata al 1773 è invece la tela con la Madonna in gloria fra i Santi Antonio da Padova e Rocco, opera di Giuseppe Antonio Luchi.
Alcune opere facenti parte dell'arredo della chiesa sono conservate nell'oratorio della Santissima Trinità, oggi sede del museo parrocchiale che raccoglie anche altre opere di diversa provenienza: tra queste è il gruppo ligneo, composto da due statue, dell'Annunciazione, commissionato a Piero d'Angelo di Guarnerio, padre di Jacopo della Quercia, nel 1394. Un altra scultura lignea, un San Michele, è anch'esso attribuito allo stesso intagliatore o al suo ambito.